# 野黒沢インターチェンジ
野黒沢インターチェンジ（のくろさわインターチェンジ）は、山形県尾花沢市にある東北中央自動車道（尾花沢新庄道路）のインターチェンジである。
当ICは、新庄方面へのみ出入り可能なハーフインターチェンジであるため、山形方面への出入りはできない。当IC以南が開通するまでは、本線が国道13号と直結する暫定仮出入口として設置されていた。

## 歴史
- 2006年（平成18年）11月19日 : 野黒沢IC - 川原子IC間開通に伴い、供用開始[3]。
- 2014年（平成26年）11月16日 : 尾花沢IC - 野黒沢IC間開通[4][5]。

## 周辺
- 北大石田駅（JR奥羽本線〈山形線〉）

## 接続する道路
- 直接接続
  - 国道13号（尾花沢バイパス）

## 料金所
国土交通省管轄の無料道路区間であるため、料金所は設置されていない。

## 隣
E13 東北中央自動車道（尾花沢新庄道路）
(22) 尾花沢IC - (23) 野黒沢IC - (24) 尾花沢北IC
- 当ICは尾花沢北IC方面のみ出入りのハーフICであるため、当ICと尾花沢IC方面とは連絡できない。